# Ministério do Planejamento e Orçamento
Ministério do Planejamento e Orçamento (MPO)   é um ministério do Poder Executivo do Brasil. Sua função é planejar a administração governamental, planejar custos, analisar a viabilidade de projetos, controlar orçamentos, liberar fundos para estados e projetos do governo. O Ministério do Planejamento foi extinto em 1 de janeiro de 2019 durante o governo Jair Bolsonaro e recriado em 1 de janeiro de 2023 pelo presidente Luiz Inácio Lula da Silva. A atual ministra do Planejamento e Orçamento é Simone Tebet.

## História
Criado em 1962, durante o Governo João Goulart, foi fechado pouco mais de um ano depois, em 31 de março de 1964, tendo sido seu único ministro deste período Celso Furtado. O programa lançado por este ministério foi o Plano Trienal.
Alguns meses depois de seu fechamento, ainda em 1964, foi reaberto, já no governo Castelo Branco, tendo sido seu primeiro ministro desse período Roberto Campos. O primeiro programa desta nova pasta foi o Programa de Ação Econômica do Governo (PAEG).
Em 30 de outubro de 2018 foi anunciada pelo então presidente eleito Jair Bolsonaro a criação do Ministério da Economia, com a fusão dos ministérios da Fazenda, do Planejamento, Desenvolvimento e Gestão e da Indústria, Comércio Exterior e Serviços.

## Áreas de competência
As áreas de competência do ministério são:
- Participação na formulação do planejamento estratégico nacional;
- Avaliação dos impactos socioeconômicos das políticas e programas do Governo federal e elaboração de estudos especiais para a reformulação de políticas;
- Realização de estudos e pesquisas para acompanhamento da conjuntura socioeconômica e gestão dos sistemas cartográficos e estatísticos nacionais;
- Elaboração, acompanhamento e avaliação das leis de iniciativa do Poder Executivo federal previstas no artigo 165 da Constituição;
- Viabilização de novas fontes de recursos para os planos de governo;
- Coordenação da gestão de parcerias público-privadas;
- Formulação de diretrizes, coordenação das negociações, acompanhamento e avaliação dos financiamentos externos de projetos públicos com organismos multilaterais e agências governamentais;
- Coordenação e gestão dos sistemas de planejamento e orçamento federal, de pessoal civil, de administração de recursos da informação e informática e de serviços gerais, bem como das ações de organização e modernização administrativa do Governo federal;
- Formulação de diretrizes, coordenação e definição de critérios de governança corporativa das empresas estatais federais;
- Administração patrimonial;
- Política e diretrizes para modernização da administração pública federal.

## Órgãos subordinados e entidades vinculadas
O Decreto nº 11.353, de 1ª de janeiro de 2023, previu na estrutura do Ministério do Planejamento e Orçamento os seguintes órgãos subordinados e entidades vinculadas:

Órgãos de assistência direta e imediata ao Ministro de Estado
a) Gabinete do Ministro (GM);
b) Assessoria de Participação Social e Diversidade;
c) Assessoria Especial de Comunicação Social;
d) Assessoria de Relações Internacionais;
e) Assessoria Especial de Assuntos Parlamentares e Federativos;
f) Assessoria Especial de Controle Interno (AECI);
g) Ouvidoria;
h) Corregedoria;
i) Consultoria Jurídica (CONJUR);
j) Secretaria-Executiva (SE); e
k) Diretoria de Administração e Gestão Estratégica (DAGE);

Órgãos específicos singulares
a) Secretaria Nacional de Planejamento (SEPLAN);
b) Secretaria de Orçamento Federal (SOF);
c) Secretaria de Assuntos Internacionais e Desenvolvimento (SEAID);
d) Secretaria de Monitoramento e Avaliação de Políticas Públicas e Assuntos Econômicos (SMA); e
e) Secretaria de Articulação Institucional (SEAI).

Órgãos colegiados
a) Comissão Nacional de Cartografia - Concar; e
b) Comissão Nacional de Classificação - Concla.

Entidades vinculadas
a) Instituto Brasileiro de Geografia e Estatística (IBGE);
b) Instituto de Pesquisa Econômica Aplicada (IPEA).